# Provincie Hjúga

Mapa japonských provincií se zvýrazněnou provincií Hjúga

Provincie Hjúga (japonsky: 日向国; Hjúga no kuni) byla stará japonská provincie ležící na východním pobřeží ostrova Kjúšú. Byla rovněž známá pod jmény Niššú (日州) a Kóšú (向州). Na jejím území se v současnosti rozkládá prefektura Mijazaki. Sousedila s provinciemi Bungo, Higo, Ósumi a Sacuma.
Její hlavní město leželo poblíž dnešního města Saito. Během období Sengoku bylo území provincie často rozděleno na severní léno kolem hradu Agata (u dnešního města Nobeoka) a na jižní léno kolem hradu Obi (u dnešního města Ničinan). Jižní léno bylo po většinu tohoto období pod nadvládu klanu Šimazu ze sousední provincie Sacuma.